# Apamea sputator
Apamea sputator är en fjärilsart som beskrevs av Augustus Radcliffe Grote 1873. Apamea sputator ingår i släktet Apamea och familjen nattflyn. Inga underarter finns listade i Catalogue of Life.